# Hedwig Salomon
Hedwig Salomon (geboren am 17. Mai 1900 in Frankfurt am Main; gestorben am 20. August 1942 im KZ Auschwitz) war eine deutsche Musikerin, Pianistin und Korrepetitorin.

## Leben
Hedwig „Hede“ Salomon entstammte einer jüdischen Familie und arbeitete als Musikpädagogin für Begleitung und Improvisation rhythmischer Gymnastik am Hoch’schen Konservatorium. In der Spielzeit 1931/32 gehörte sie dem musikalischen Stab des Neuen Theaters an und wurde als musikalische Bearbeiterin des Lustspiels „Ist das nicht nett von Colette?“ von Max Bertuch eingesetzt wie auch mit der musikalischen Leitung von „Zähmung einer Widerspenstigen“, nach William Shakespeares Der Widerspenstigen Zähmung, betraut.
Infolge der Machtergreifung durch die Nationalsozialisten wurde Hedwig Salomon am 31. August 1933 mit Wirkung des darauf folgenden Tags aus dem Konservatorium, wo sie zuletzt wirkte, entlassen. Gegen Ende desselben Jahres ging sie ins Exil nach Frankreich. Über ihre dortigen künstlerischen Tätigkeiten ist derzeit nichts bekannt. Während des Zweiten Weltkriegs wurde sie zunächst interniert und aus dem Sammellager Gurs an Deutschland ausgeliefert. Schließlich deportierte man die jüdische Musikpädagogin in das Vernichtungs- und Konzentrationslager Auschwitz, wo sie am 20. August 1942 unter ungeklärten Umständen zu Tode kam.